# Tatra 6MT
Die Fahrzeuge des Typs Tatra 6MT waren zweiachsige Straßenbahnwagen für die meterspurigen Straßenbahnbetriebe in der Tschechoslowakei, die in den Jahren 1949 bis 1953 von den zum 1946 verstaatlichten Unternehmen Tatra n.p., den ehemaligen Ringhoffer-Werken, gehörenden Waggonfabriken Studénka und Česká Lípa hergestellt worden waren. Einige wenige Wagen entstanden in den Werkstätten der Verkehrsbetriebe Bratislava auf Basis älterer Fahrgestelle.

## Geschichte
Die ersten 15 Fahrzeuge des Typs 6MT, die in Studénka hergestellt wurden, erhielten 1949 die Verkehrsbetriebe Bratislava. Eine weitere in Česká Lípa gebaute Serie von insgesamt 60 Triebwagen wurde in den Jahren 1952 bis 1953 an die nordböhmischen Meterspurbetriebe in Jablonec nad Nisou, Most, Liberec, Teplice und Ústí nad Labem ausgeliefert, wo sie Triebwagen älterer Bauarten im Liniendienst ersetzten. Die Stilllegung der Betriebe in Teplice (1959), Most (1961), Jablonec nad Nisou (1965) und Ústí nad Labem (1970) führte schon nach kurzer Zeit zu umfassenden Fahrzeugumsetzungen und in letzter Konsequenz zu einer frühzeitigen Abstellung der gesamten Baureihe. Der letzte verbliebene nordböhmische Schmalspurbetrieb in Liberec musterte seine Fahrzeuge nach dem Zugang moderner vierachsiger Einrichtungswagen der Typen Tatra T2 und T3 im Jahr 1973 endgültig aus, Bratislava 1974.
Der Wagen 117 der Straßenbahn Jablonec nad Nisou blieb als Exponat des Technischen Museums Brünn museal erhalten. In den Lieferzustand versetzt befindet er sich heute in der Obhut des Boveraclubs in Liberec. Gelegentlich kommt er dort auf der historischen Straßenbahnlinie 1 zum Einsatz.
| Verkehrsbetrieb    | Baujahr   | Hersteller | Anzahl | Nr.     | Anmerkungen                             |
| ------------------ | --------- | ---------- | ------ | ------- | --------------------------------------- |
| Jablonec nad Nisou | 1953      | Česká Lípa | 9      | 112–120 | Wagen 117 ist museal erhalten           |
| Liberec            | 1953      | Česká Lípa | 6      | 41–46   |                                         |
| Most               | 1952      | Česká Lípa | 10     | 31–40   |                                         |
| Teplice            | 1953      | Česká Lípa | 5      | 51–55   |                                         |
| Ústí nad Labem     | 1952–1953 | Česká Lípa | 20     | 99–118  |                                         |
| Bratislava         | 1949      | Studénka   | 15     | 51–65   |                                         |
| Bratislava         | 1952      | Česká Lípa | 10     | 66–75   |                                         |
| Bratislava         | 1953      | DPB        | 4      | 7–10    | Eigenbau auf Basis älterer Fahrgestelle |

## Technische Merkmale
Die Wagen entsprachen dem damaligen Stand der Technik bei zweiachsigen Wagen. Auf das zweiachsige Fahrgestell war der Wagenkasten abgefedert aufgesetzt. Der klassische mechanische Fahrschalter besaß 10 + 8 Fahrstufen und 10 Bremsstufen. Als Bremsausrüstung gab es neben der üblichen elektrodynamischen Bremse auch eine Magnetschienenbremse.
Hersteller der elektrischen Ausrüstung waren die Elektrotechnischen Werke Bratislava (Bratislavské elektrotechnické závody), bei der zweiten Serie waren die Fahrschalter von Škoda in Plzeň zugeliefert.